# Flatexdegiro Bank
Die Flatexdegiro Bank AG (Eigenschreibweise flatexDEGIRO Bank AG) ist ein in Deutschland und in Österreich zugelassenes Kreditinstitut mit Sitz in Frankfurt am Main. Unternehmensgegenstand ist der Betrieb von Bankgeschäften aller Art und von damit zusammenhängenden Geschäften. Die Flatexdegiro Bank AG ist eine hundertprozentige Tochter der Flatexdegiro AG.

## Geschichte
Die Flatexdegiro Bank AG nahm als biw Bank für Investments und Wertpapiere AG (kurz biw AG) ihren Geschäftsbetrieb am 1. Dezember 2005 mit Sitz in Willich auf.
Per 1. Januar 2012 übernahm die XCOM Finanz GmbH alle Anteile der biw AG und hat die Bank vollständig in die XCOM AG integriert. Im März 2015 erwarb die heutige Flatexdegiro AG die Mehrheitsbeteiligung an der XCOM AG, somit auch die Mehrheit an der biw AG.
Aufgrund Beschlusses der Hauptversammlung von Mai 2016 wurde der Sitz mit Eintragung im Juni 2016 von Willich nach Frankfurt am Main verlegt. Per 15. Juni 2016 wurde die biw AG in FinTech Group Bank AG umfirmiert.
Im Dezember 2018 wurde die factoring.plus.GmbH aus Leipzig erworben und war danach eine hundertprozentige Tochter. 2020 wurde mit der Übernahme von Degiro die GmbH mit der Bank verschmolzen.
Im März 2019 erfolgte die Umfirmierung in flatex Bank AG.
Im April 2021 wurde der Namen der Bank zu Flatexdegiro Bank AG (Eigenschreibweise flatexDEGIRO Bank AG) geändert.

## Geschäftsmodell
Die Flatexdegiro Bank ist als Vollbank in der Lage alle Bankgeschäfte gemäß Kreditwesengesetz zu betreiben. Die geschäftlichen Aktivitäten der Flatexdegiro Bank AG unterteilen sich in mehrere operative Geschäftsfelder, wobei das Flatexdegiro-Online-Brokerage-Geschäft in der Business-to-Consumer-(B2C)-Sparte mit Abstand den Schwerpunkt der Geschäftsaktivitäten bildet.
Die Flatexdegiro Bank betätigt sich auch als so genannter White-Label-Anbieter am Markt. Kunden der Bank haben die Möglichkeit, auf die Banktechnik, die Sicherstellung aller aufsichtsrechtlichen Belange und die Mitgliedschaften in den für eine deutsche Bank üblichen Organisationen zurückzugreifen, ihr eigenes Geschäftsmodell so auch ohne eigene Banklizenz zu betreiben.
Einlagen sind durch die gesetzliche Einlagensicherung (bis zu 100.000 Euro pro Person) abgesichert. Diese Sicherungsgrenze gilt für alle Einlagen bei der Flatexdegiro Bank zusammen.